# 山梨県保育所一覧
山梨県保育所一覧（やまなしけんほいくしょいちらん）は、山梨県の保育所の一覧。

## 公立保育所

### 甲府市
- 甲府市中央保育所
- 甲府市北新保育所
- 甲府市甲運第1保育所
- 甲府市甲運第2保育所
- 甲府市玉諸保育所
- 甲府市中道保育所
- 甲府市上九一色保育所

### 山梨市
- 山梨市立後屋敷保育所
- 山梨市立岩手保育所
- 山梨市立山梨保育所
- 山梨市立市川保育所
- 山梨市立八日市場保育所
- 山梨市立八幡保育所
- 山梨市立窪平保育所
- 山梨市立倉科保育所
- 山梨市立西保保育所
- 山梨市立杣口保育所
- 山梨市立三富保育所